# De kleine blonde dood (boek)
De kleine blonde dood is een roman van Boudewijn Büch. De eerste druk verscheen in juni 1985. (Delen van de roman verschenen als voorpublicatie in het Leids universitair weekblad Mare; een oerversie met licht afwijkende titel verscheen in 1982.) De titel slaat op het overlijden van Micky, het vijf jaar oude zoontje van hoofdpersoon Boudewijn. In 1993 is het boek verfilmd onder de gelijknamige titel De kleine blonde dood, met Antonie Kamerling en Olivier Tuinier in  hoofdrollen.

## Verhaal
In het boek lopen twee verhaallijnen door elkaar. Een verhaal gaat over Boudewijn als kind, in het bijzonder over de relatie met zijn vader en diens Duitse afkomst (geboren te Danzig, het huidige Gdańsk). Het andere verhaal gaat over het personage Boudewijn als vader.

### Boudewijn als kind
Hierin wordt beschreven hoe moeizaam de relatie was met zijn vader. De Joodse vader, Rainer Büch is uit Duitsland gevlucht en ternauwernood aan een concentratiekamp ontsnapt. Rainer heeft nog dagelijks, zo niet elk moment van de dag, de oorlog in zijn hoofd zitten. Hij doet het gezin veel fysiek geweld aan. Maar Boudewijn blijkt als enige van zijn zeven zoons soms aardig met hem te kunnen opschieten. Zoals bij hun gezamenlijke passie om vlinders te vangen.

### Boudewijn als vader
Boudewijn leidt een homoseksueel bestaan, maar heeft in een dronken bui zijn veertien jaar oudere docente Engels, Mieke, zwanger gemaakt. Het kind dat geboren wordt heet Micky, zeer vermoedelijk vernoemd naar Mick Jagger. De enige echte liefde die Boudewijn in zijn leven gekend heeft is richting zijn zoon. Zowel Mieke als Boudewijn zijn sterk alcoholist. Op een gegeven moment wanneer Boudewijn naar Parijs gaat met vrienden, blijft Micky logeren bij andere vrienden. Onder geen voorwaarde zou Micky aan Mieke gegeven worden, in verband met haar alcoholverslaving is ze niet capabel om op haar zoon te passen. Wanneer dit toch gebeurt valt Micky van een portiektrap. In het ziekenhuis blijkt dat Micky hersendood is. De arts vertelt dat Micky een hersentumor heeft en zeer waarschijnlijk vroeg of laat in een soortgelijke situatie zou zijn beland. Boudewijn besluit om de "stekkers" eruit te trekken en Micky daarmee te laten sterven. Micky wordt later gecremeerd.

## Boektitel
In het boek staat een dialoog tussen Boudewijn en Mieke beschreven. Boudewijn vindt dat Mieke te veel drinkt en is bang dat zij hierdoor het leven van Micky in gevaar brengt. Hij verwoordt het zo: 
Als je zo doorgaat heb je straks niet alleen geen man, maar ook geen zoon meer. Je rijdt hem nog eens dood met al je gezuip. Soms schrik ik 's nachts wakker van het idee dat je een auto-ongeluk krijgt. En dan is die kleine blonde dood.
Miekes reactie is daarop:
De kleine blonde dood, dat is een mooie boektitel.

## Autobiografisch
Het deels autobiografische karakter van het boek is een kwestie apart. De namen die in het boek voorkomen vertonen gelijkenis met de werkelijke namen uit de levensgeschiedenis van Büch. Het is echter nooit aangetoond dat hij een zoon heeft gehad.
Büch schrijft hierover voorafgaand aan het werkelijke verhaal:
 Iedere gelijkenis van figuren in dit boek met bestaande personen moet worden beschouwd als een gelukkig of ongelukkig toeval.
Recensenten onderscheidden in de roman "twee kennelijk autobiografische verhalen": een over de relatie van de hoofdpersoon met zijn vader en een over die met zijn jonggestorven kind.  Alfred Kossmann bestempelde het boek als een "geromantiseerde autobiografie", wat hij "het leugenachtigste van alle genres" noemde.  Büch werd hierover aan de tand gevoeld door Theo van Gogh in een tv-interview en weigerde daarop te antwoorden op zijn vragen. In de jaren 1993 en 1994 publiceerden Boudewijn Büch en Theo van Gogh brieven aan elkaar in Folia, het weekblad voor de Universiteit van Amsterdam. De brieven van Van Gogh, columns eigenlijk, zijn in 2005 gebundeld, die van Büch geparafraseerd. Van Gogh doet alles om Büch te verleiden tot het doen van uitspraken, maar Büch geeft vaak niet thuis. 
In een column die in januari 1990 in dagblad Het Parool verscheen beweerde Büch desalniettemin zelf voor de vraag te hebben gestaan iemands leven al dan niet te beëindigen en verwijst daarbij naar zijn boek, dat inmiddels al vijf jaar een bestseller was. 

## Versies
- Voorpublicatie: Mare, 1980-1981
- Oerversie: Een kleine blonde dood. Amsterdam, Bauer, 1982. ISBN 9070532115. Heruitgave van deze oerversie, met nawoord van Guus Bauer, in 2002 (Stichting exExuitgevers, Amsterdam, ISBN 907053200X) en in 2005 (idem, ISBN 907053200X)
- Volledige versie: De kleine blonde dood. Amsterdam, De Arbeiderspers, 1985. ISBN 9029508485. 9e druk, 1989: ISBN 9029506296. Herz. en uitgebr. [20e] druk, 1995: ISBN 90-295-0783-7.  34e druk, 2012: ISBN 9789029586047
- Diverse uitgaven als geluidsboek (op geluidscassette en compact disc)
- Filmuitgave (The little blonde death) door Jean van de Velde en Rob Houwer: Weesp, CNR Film & Video, 1993
- Vertaling: Der kleine blonde Tod. (übers. Otto Rick). Münster, Agenda, 2005. ISBN 3896882295

Inmiddels is in 2014 ook een musicalversie van het boek geproduceerd door Verlinden producties met in de hoofdrol William Spaaij als Boudewijn Buch en o.a. Davy Gomez (10 jaar) in de rol van zijn zoon Micky. Het "Pieslied" van "Boudewijn en Micky" is een van de hoogtepunten in de musical.